# 武石彰
武石 彰（たけいし あきら、1958年 - ）は、日本の経営学者。主な研究領域は、技術経営 (MOT)、企業間システム論。学習院大学経済学部経営学科教授。元京都大学大学院経済学研究科教授。東京都出身。

## 略歴
- 1977年 私立武蔵高等学校卒業
- 1982年 東京大学教養学部教養学科国際関係専攻卒業
- 1982年 株式会社三菱総合研究所入社
- 1990年 マサチューセッツ工科大学 (MIT) スローン経営大学院M.S.（経営学）取得
- 1994年 株式会社三菱総合研究所退職
- 1998年 マサチューセッツ工科大学 (MIT) スローン経営大学院 Ph.D（経営学）取得
- 1998年 一橋大学イノベーション研究センター助教授
- 2003年 同教授
- 2008年 京都大学大学院経済学研究科教授
- 2020年 京都大学名誉教授、学習院大学経済学部教授

## 主な著書
- 『分業と競争：競争優位のアウトソーシング・マネジメント』（有斐閣）、2003年